# Enzo Colombini
Enzo Colombini (Città di San Marino, 10 giugno 1958) è un politico sammarinese.
Ha ricoperto l'incarico di Capitano Reggente da aprile 1985 a ottobre 1985, in coppia con Severino Tura, e da ottobre 2000 ad aprile 2001 in coppia con Gianfranco Terenzi. Ha militato nel Partito Comunista Sammarinese fino al 1990, seguendone poi le trasformazioni successive in Partito Progressista Democratico Sammarinese e Partito dei Democratici, per poi approdare nel 2005, insieme all'intera corrente Zona Franca all'alleanza della Sinistra Unita. Ha fatto parte del Consiglio Grande e Generale dal 1983 al 2001 e dal 2006.